# Investidura presidencial de Lyndon B. Johnson en 1965

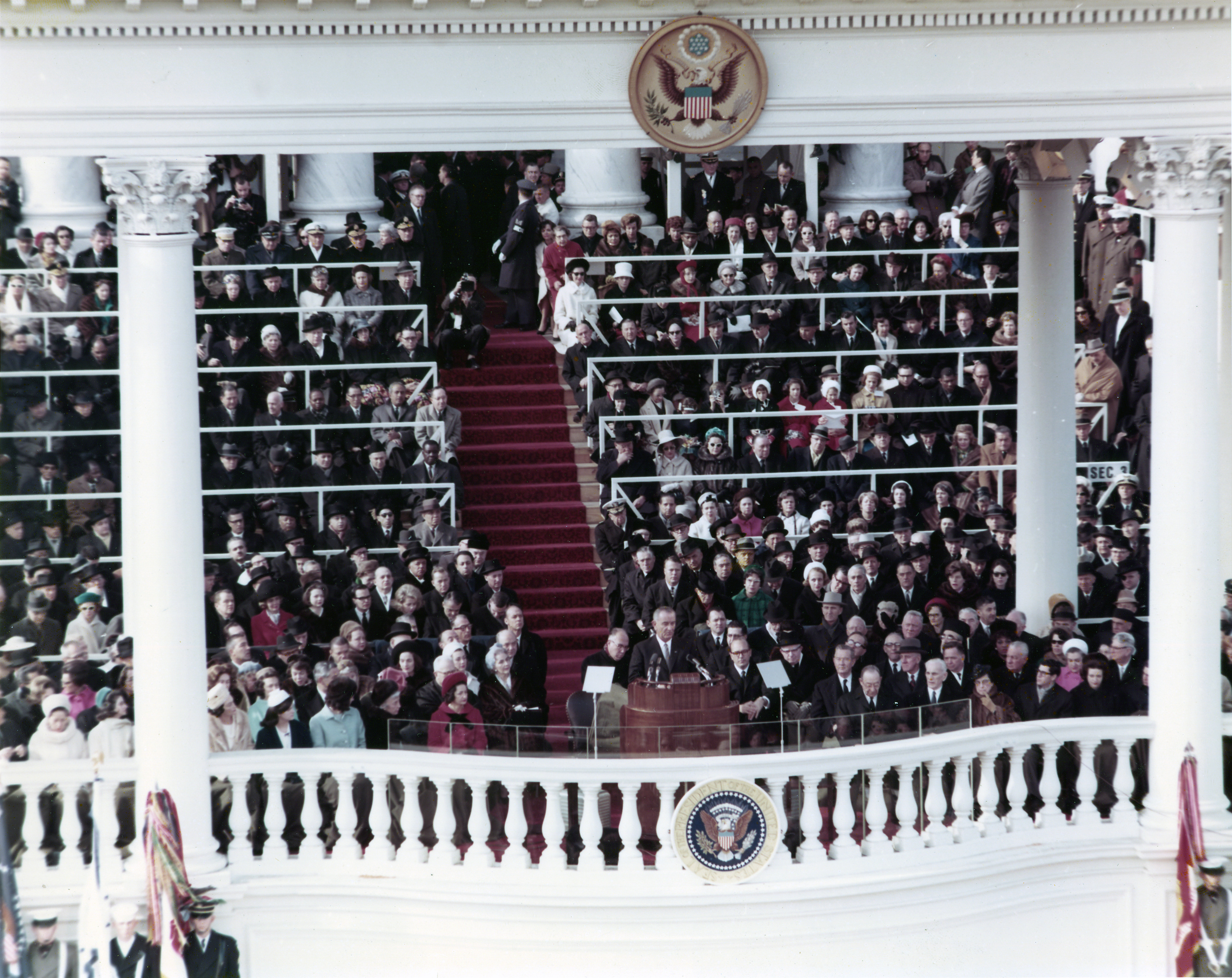
Inauguración presidencial de Lyndon B. Johnson en 1965.

La investidura de 1965 Lyndon B. Johnson como el trigésimo sexto Presidente de los Estados Unidos tuvo lugar el 20 de enero de 1965. Presidente del Tribunal Supremo Earl Warren realizó el juramento del cargo, y Lady Bird Johnson fundó la tradición de primeras damas que participen en la ceremonia de celebración y juramento sobre la Biblia.